# Ha Seung-moo

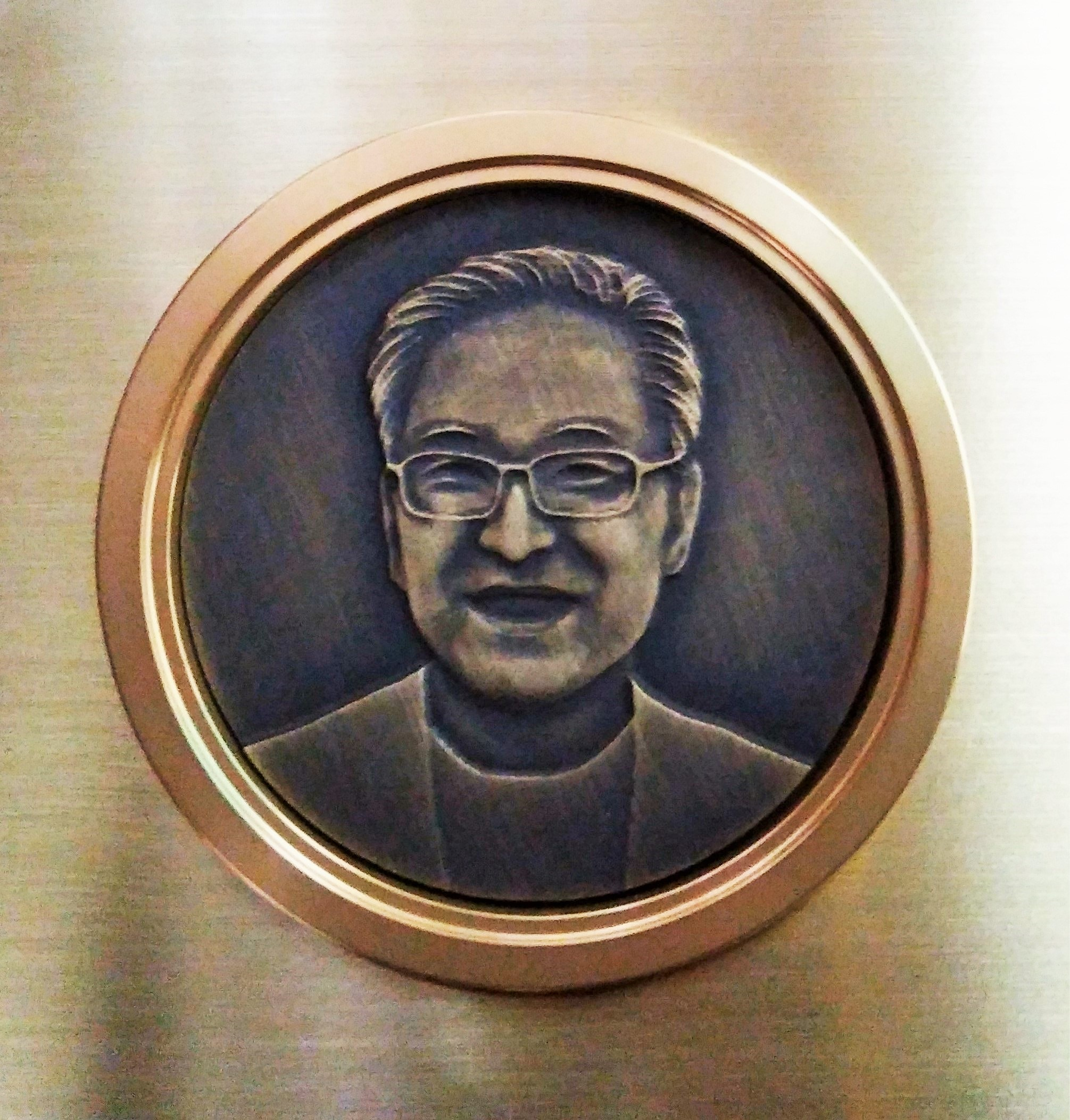
Relief en cuivre de Ha Seung-moo (2018).

Ha Seung-moo (en coréen : 하승무), est un poète et théologien historique de la République de Corée.

## Biographie
Originaire de la province de Gyeongsangnam-do, En 1994, il est devenu poète sur recommandation du poète de Park Jaesam (The Han Kyoreh Literature). Il est le premier planificateur d'annonces "University TV" en Corée(en 1996),,. 

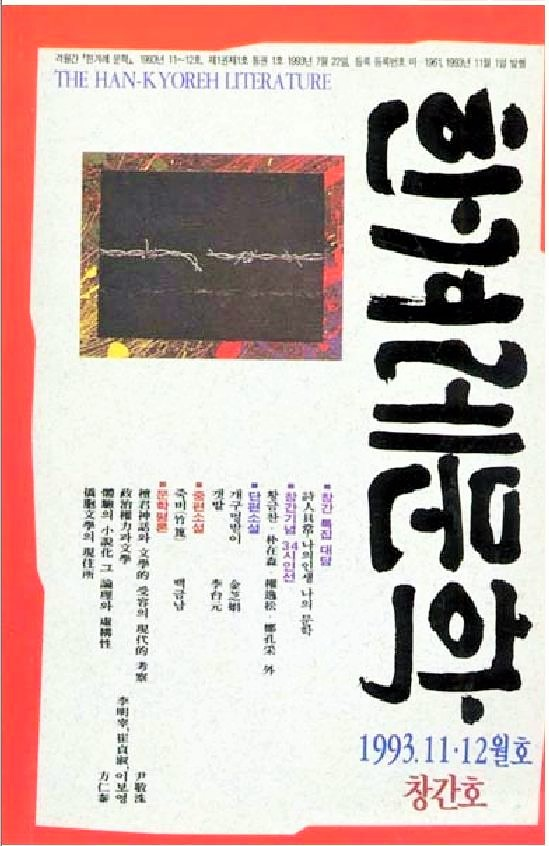
The Han Kyoreh Literature.

## Recueil de poésie représentatif
- La sixième vertèbre caudale de l'ère cénozoïque(The sixth tailbone of the Cenozoic era), Publisher: Karitas (ISBN : 978-89-97087-87-7))